# Слободан Лозанчић
Слободан Лозанчић (8. април 1955) је бивши југословенски и српски одбојкаш и репрезентативац. Био је део репрезентације Југославије на Европском првенству у Београду 1975, када је освојена бронзана медаља, прва медаља за нашу мушку одбојку на Европским првенствима, као и четири године касније на Европском првенству у Француској 1979. када је освојена још једна бронза. Наступао је за репрезентацију Југославије на њеном дебитантском наступу на Олимпијским играма, 1980. у Москви. Играо је најдуже за Црвену Звезду (освојио једну титулу првака и два купа), али је наступао и за загребачку Младост (четири титуле, четири купа и финале купа шампиона) и Партизан са којим је заузео друго место у ЦЕВ купу 1985. године. Радио као тренер у Француској. Његова ћерка Јелена је одбојкашица и репрезентативка Француске.

## Клупски успеси

### Црвена звезда
- Првенство СФР Југославије (1) : 1973/74.
- Куп СФР Југославије (2) : 1973, 1975.

### Младост Загреб
- Првенство СФР Југославије (4) : 1980/81, 1981/82, 1982/83, 1983/84.
- Куп СФР Југославије (4) : 1980, 1981, 1983, 1984.
- Куп европских шампиона : финале 1983/84.

### Партизан
- ЦЕВ куп : финале 1984/85.